# Roussel de Bailleul
Roussel de Bailleul (Ursellus de Ballione en latín o Roscelin o Roskelin de Baieul, llamado Urselio por Ana Comneno; fallecido en 1077), también conocido como Frangópulo (literalmente «hijo de un franco»), fue un aventurero (o exilado) normando que viajó por el Imperio bizantino y fue empleado como soldado y jefe militar de la guardia varega por el emperador Romano IV Diógenes.

## Historia
Roussel era probablemente un franco, pero ciertamente pasó por la región de los normandos de Apulia, en Italia, donde se asentó en la Tierra de Otranto y sirvió bajo Roger de Altavilla. De acuerdo con Godofredo Malaterra, Roussel se distinguió por su bravura en la batalla de Cerami, en la que él incitó al conde Roger a perseguir a los sarracenos que huían. Aparte de este breve relato de Malaterra, la «Alexiada» de Ana Comneno es la principal fuente para la historia de Roussel. Estuvo presente en la batalla de Manzikert (1071), pero se negó a entrar en el combate, que demostró ser una desastrosa derrota para los bizantinos. A pesar de esta traición, se mantuvo al servicio imperial, que necesitaba de buenos generales, y fue enviado a Asia Menor nuevamente con una fuerza de 3000 caballeros franco-normandos. Allí Roussel conquistó algún territorio en Galacia y lo declaró un estado independiente en 1073, proclamándose príncipe y siguiendo el ejemplo de sus compatriotas normandos en el Mezzogiorno. Su capital fue Ancira, la actual Ankara. Derrotó al César Juan Ducas y saqueó Crisópolis, cerca de Constantinopla. Roussel llegó incluso a apoyar a un candidato usurpador al trono, pero el emperador Miguel VII Ducas, al ceder formalmente tierras que los turcos selyúcidas ya habían conquistado, persuadió al jefe militar selyúcida Tutush I a eliminar a Roussel. Pero el normando logró huir de sus captores y encontró refugio en Amaseia, donde le agrado tanto a la población local que lo hicieron gobernador. Únicamente terminó siendo entregado por el pueblo por una estratagema de Alejo Comneno (1074), que era entonces un general y que sería luego emperador.
En 1077, fue liberado (después de pagar un rescate) de su arresto en la capital imperial para comandar un batallón contra el rebelde Nicéforo Botaniates. Lo derrotó hábilmente, pero luego cambio de bando y se unió al traidor. Esta vez, el emperador convocó nuevamente a los selyúcidas y ellos lo derrotaron y capturaron en Nicomedia. Fue entregado a los bizantinos y luego ejecutado.